# Rio del Santissimo di Santo Stefano
Le rio del Santissimo di Santo Stefano (canal du Très-Saint de Saint-Étienne) est un canal de Venise dans le sestiere de San Marco.

## Toponymie
La chapelle du Santissimo (très Saint) de l'église Santo Stefano a été bâtie au-dessus du rio.

## Description
Le rio del Santissimo a une longueur de 275 mètres en sens nord-sud.
Il trouve son origine dans le rio de Sant'Anzolo en face du campo éponyme. Il passe d'abord sous un passage de l'ancien couvent de Santo Stefano, puis sous l'abside de l'église Santo Stefano avant de rencontrer le ponte San Maurizio à hauteur de la Scuola dei Albanesi. Ce pont relie la calle del Spezier (à l'ouest) avec la calle del Piovan menant au campo San Maurizio (à l'est), dont le rio longe les arrières de bâtiments, tels que les palais Bellavite Baffo (it) et Molin.
Sur la rive ouest, le rio longe les arrières des palais Morosini Gatterburg et Pisani (conservatoire), tandis que sur la rive est il longe le palais Da Ponte.
Finalement, le rio se jette dans le Grand Canal entre le petit palais Pisani (à l'ouest) et la Casa Succi (à l'est).

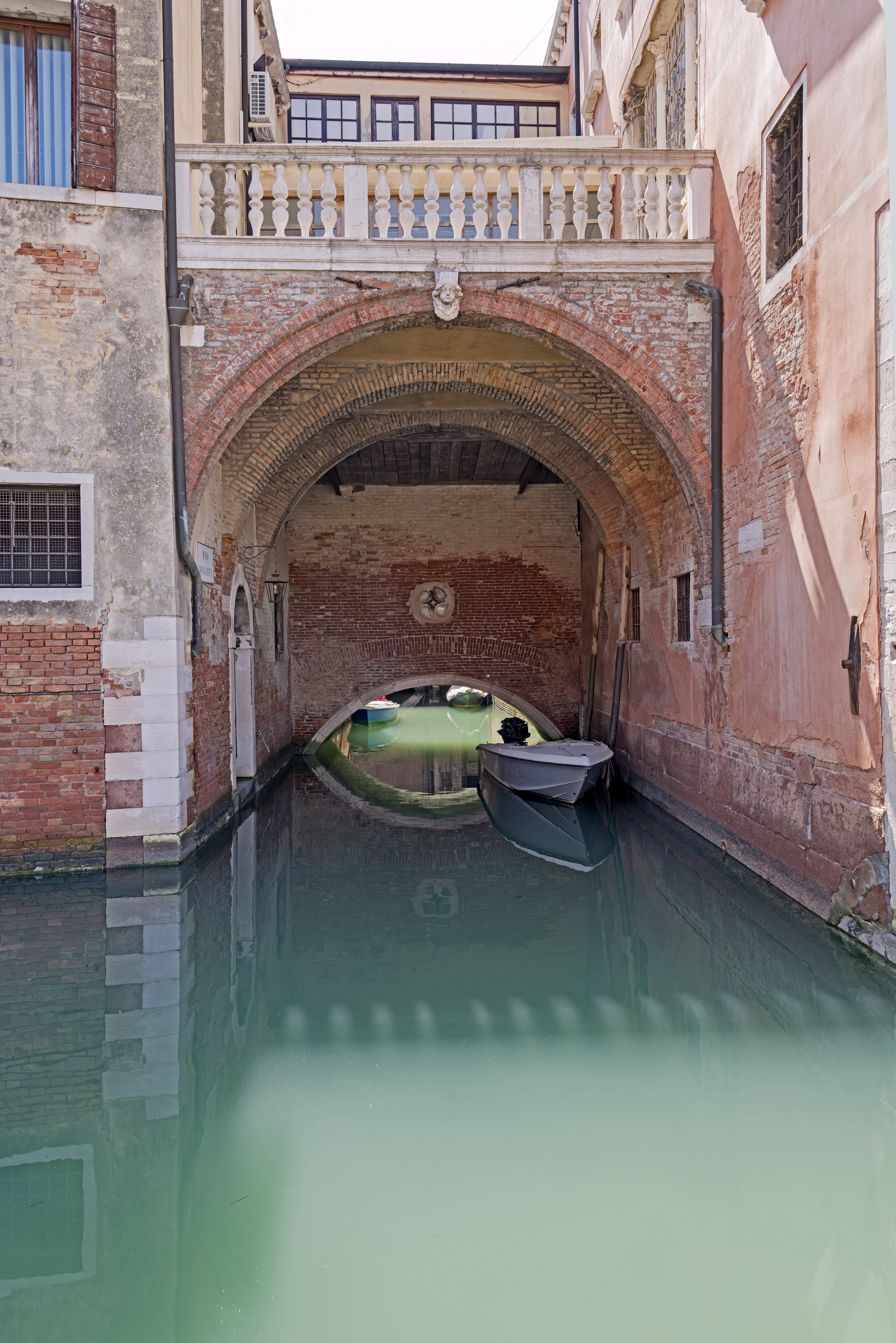
Passage sous le couvent
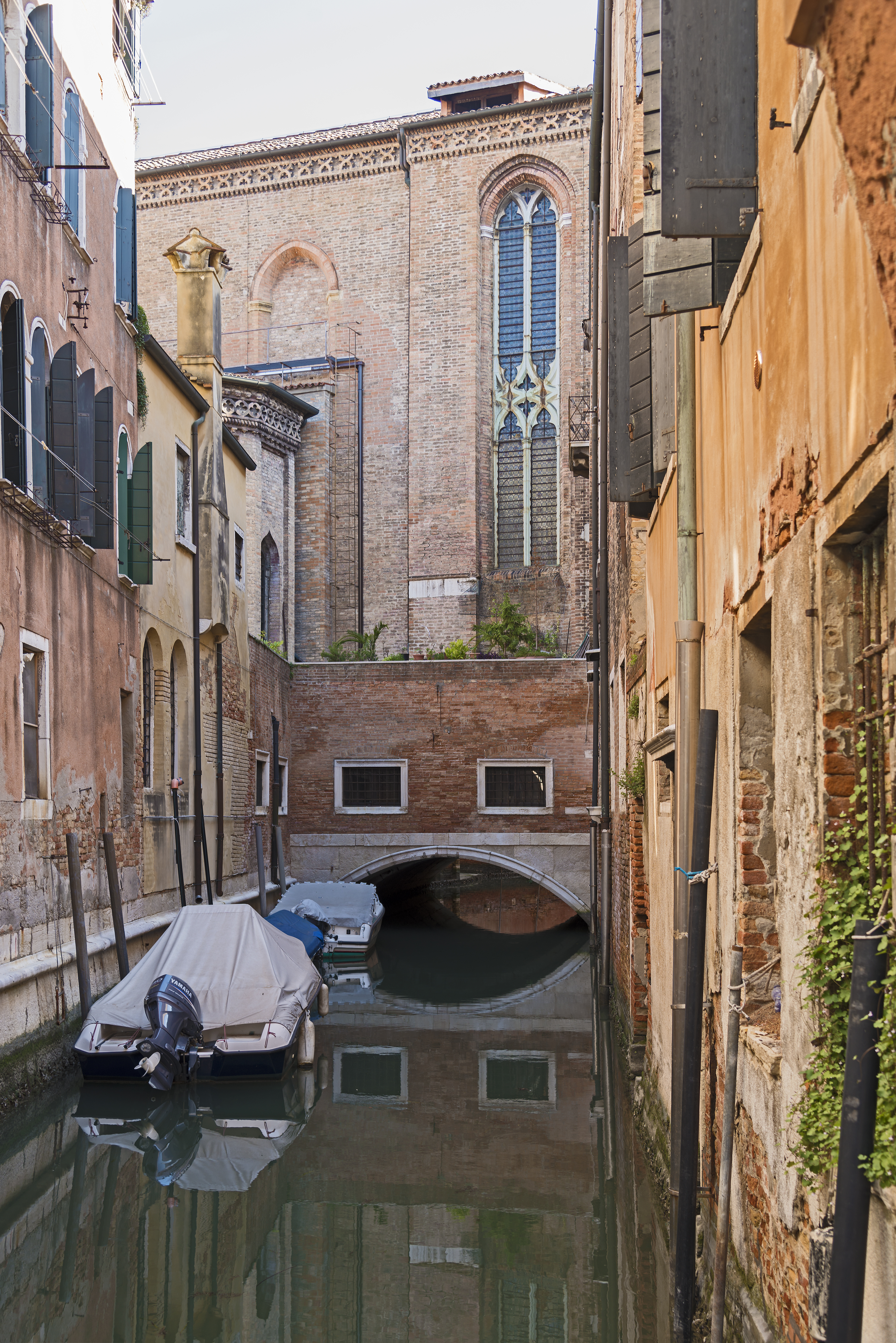
Pont sous l'abside de l'église S.Stefano
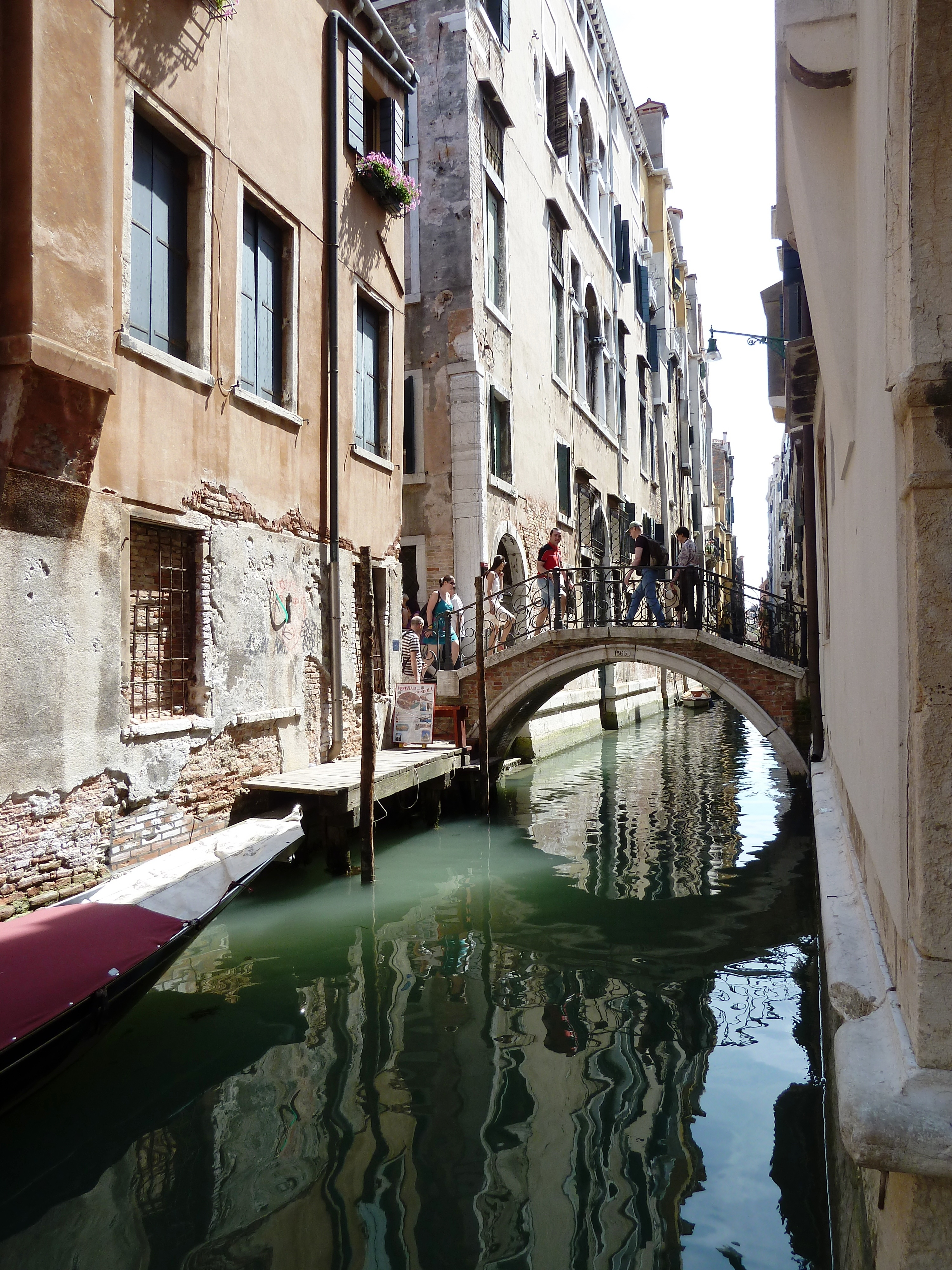
Ponte San Maurizio
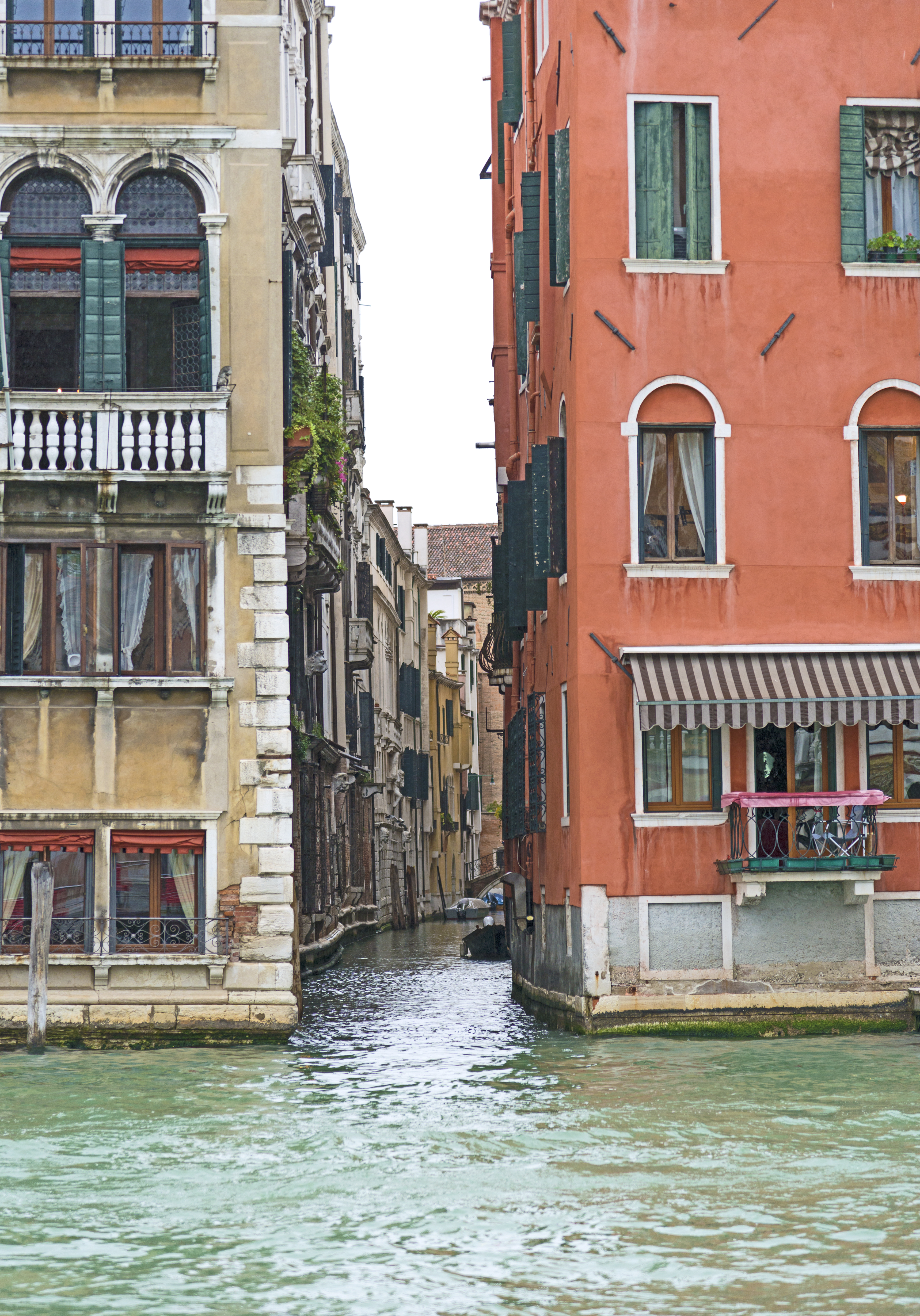
Ouverture du Rio dans le Grand Canal